# Famille d'Ourches
La famille d'Ourches est une ancienne famille noble originaire de Lorraine dont la filiation prouvée remonte à 1350. La tradition, reprise par d'anciennes généalogies, lui donne comme premier auteur Lambyrin d'Arches ou de Warches, originaire de Champagne, vivant en 1213 dont le fils aurait reçu un fief à Ourches-sur-Meuse dont il prit le nom. 
La famille d'Ourches a donné plusieurs branches et s'est éteinte en 1867,.

## Histoire

### Origine
Selon la tradition reprise par d'anciennes généalogies, la filiation de cette famille remonte à Lambyrin d'Arches ou de Warches, un chevalier originaire de Champagne, qui commanda des troupes Lorraines à la bataille de Rosheim en 1213 et  fut fait prisonnier à la bataille d’Amance en 1218 et se retira ensuite en Lorraine où son fils Rémy reçu en 1229 du sire de Joinville la terre d'Ourches-sur-Meuse dont il prit alors le nom.
Selon certains auteurs, le rattachement de la famille d’Ourches à Lambyrin d’Arches semble peu problable et ne repose que sur une similitude de noms tout à fait fortuite.
Le dossier généalogique de la famille d'Ourches établi et certifié en 1769 par Jean-Nicolas Beaujon et Bernard Chérin donne comme premier auteur à cette famille « Regnier d'Ourches, seigneur en partie d'Ourches, vivant en 1350 et père de Jean d'Ourches, seigneur de Pargney sur Meuse. qui servit avec quatre de ses fils Edouard III, duc de Bar, contre Charles I duc de Lorraine, dans la guerre menée entre ces princes en 1414 ». Le mémoire ajoute que Jean d'Ourches « mourut dans un âge très avancé peu après 1442, laissant d'Isabelle de Foug, entre-autres enfants Aubert d'Ourches, chevalier, seigneur en partie d'Ourches et seigneur de Pargney, mort depuis 1463 et qui avait épousé avant 1408 Marie d'Aspremont...».
Les membres de la famille d'Ourches ont été successivement au service des comtes puis des ducs de Bar, des ducs de Lorraine puis des rois de France.
En 1710, un procès oppose Charles d’Ourches, seigneur de Cercueil, maréchal de camp des armées du roi et Messieurs d’Ourches de Sauville et de Vidampierre qui s'accusent mutuellement de ne pas être issus de la famille d'Ourches.
Toutefois, Augustin Calmet écrit en 1756  dans Notice De La Lorraine, que la famille d'Ourches, seigneurs de Cercueil et comtes d'Ourches descendent de Jean d'Ourches, chevalier, qui vendit en 1433 le droit de patronage de la cure d'Uruffe au chapitre de la cathédrale de Toul
La généalogie de la famille d'Ourches, établie sur présentation des originaux et certifiée en 1769 par Jean-Nicolas Beaujon et Bernard Chérin, généalogistes des ordres du roi, indique que Didier d'Ourches, seigneur de Cercueil, chambellan du duc de Lorraine et bailli d’Épinal, mort avant 1587 est le fils de Robert d'Ourches, écuyer, seigneur de Wadoncourt, mort avant 1549 et d'Anne Guyot de Bulizy.
Les généalogistes ont continué de donner les seigneurs de Cercueil comme issus des premiers seigneurs d'Ourches par Robert d'Ourches, écuyer, seigneur de Wadoncourt, mort avant 1549 et marié à Anne Guyot de Bulizy,,.
Henri Jougla de Morenas dans le Grand Armorial de France donne une filiation suivie de cette famille à partir de Regnier, seigneur d'ourches, vivant en 1350, qui fut le père de Jean, écuyer, co-seigneur d'Ourches et de Pargny, cité en 1414, allié à Isabelle de Foug.
Selon Arnaud Clement, « les premiers degrés de cette famille sont bien embrouillés. D’après la tradition, elle est issue de 
Geoffroy d’Arches dit Lambyrin, « nommé grand-maître de Lorraine et général commandant en chef des armées par le duc Thiébaud, il est battu à la bataille de Rosheim. En 1218, il est fait prisonnier à la bataille d’Amance par l’Empereur Frédéric II d’Allemagne. ». Cet auteur écrit que la famille d'Ourches tire son nom du village d’Ourches en Meuse qui était partagé avec le chapitre cathédral de Toul et donne une filiation suivie à partir de Regnier d'Ourches, vivant en 1350.
Au  XVIIIe siècle, la famille d'Ourches, seigneurs de Cercueil fut reçue  aux Honneurs de la Cour  en 1769, 1780, 1784, 1786 et 1790 sur une filiation prouvée remontant à 1350.
Charles-Didier d'Ourches (1722-1789), maitre de camp et premier gentilhomme du roi de Pologne, fut titrée marquis de Tantonville par lettres patentes du duc de Lorraine de 1763.
La famille d'Ourches s'est éteinte en 1867 en ligne masculine avec Didier-Balthazar, marquis d'Ourches, mort sans postérité,.

## Généalogie

### Généalogie présumée des premiers seigneurs d'Ourches
Cette filiation présumée est donnée par la tradition reprise dans d'anciennes généalogies.
- Lambyrin (ou Lamberin et Lambirin) d'Arches ou de Warches, chevalier originaire de Champagne[1],[12],[13],[14] , commande les troupes Lorraines à la bataille de Rosheim en 1213 et est fait prisonnier à la bataille d’Amance en 1218[1],[5]. Il est encore cité  comme présent en 1219 lors d'une l'assemblée  de seigneurs lorrains qui vit une rébellion de Hugues de Lunéville et Philippe de Gerbéviller pour confisquer le pouvoir du duc Thiébaud, alors prisonnier du roi des Romains Frédéric II. Les historiens anciens lui prêtent lors de cette réunion, une harangue de fidélité au duc Thibault au cours de laquelle il propose de mettre en gage les bijoux de sa femme pour payer la rançon[13]. Toutefois, selon certains auteurs, « il est fort douteux que Lambyrin, chevalier étranger et non fieffé dans le pays, eût pu faire partie de cette assemblée et tenir le discours qu'on lui prête »[15]. Il se serait ensuite retiré en Lorraine et serai mort avant 1229.
- Rémy d'Ourches, son fils, reçoit du sire de Joinville un fief et une maison à Ourches-sur-Meuse mouvant du château de Vaucouleurs[12],[16] dont il prit alors le nom[1]
- Jean I d'Ourches, seigneur de Monts (son fils), marié à Isabelle[1].
- Jean II d'Ourches (son fils), marié à Isabelle d'Épinal[1].
- Jean III d'Ourches (son fils), marié à Isabelle d'Apremont[1].
- Aubert I d'Ourches, seigneur d'Ourches (son fils), épousa Marie d'Apremont[1].
- Jean IV d'Ourches, seigneur d'Ourches et de Villers-en-Argonne (du chef de sa femme) (son fils), marié à Gillette de La Grange[1].
- Aubert II d'Ourches, seigneur d'Ourches et de Villiers-en-Argonne (son fils) (vivant en 1431), marié à Jeanne de Fontenois[1]. Le 29 juillet 1431, il engage avec sa femme Jeanne de Fontenoy, les château et seigneurie de Blainville pour 200 francs de Lorraine[17].

### Filiation prouvée
Cette filiation prouvée établie et certifiée en 1769 par Jean-Nicolas Beaujon et Bernard Chérin, généalogistes des Ordres du roi, est celle retenue par les auteurs récents.
- Regnier d'Ourches, seigneur en partie d'Ourches, vivant en 1350 dont un fils, Jean qui suit[7],[2].
- Jean V d'Ourches, co-seigeur d'Ourches, seigneur de Pargney-sur-Meuse, de Villiers et de Rougeville. Marié à Isabelle de Foug. Il servit avec quatre de ses fils Édouard III, duc de Bar, contre Charles I duc de Lorraine, dans la guerre menée entre ces princes en 1414 ». Il donne dénombrement en 1441 à René d'Anjou, duc de Bar, pour la part qu'il tient dans la seigneurie d'Amanty, du chef de sa femme Isabelle de Foug[18]. Le mémoire de Chérin indique « il mourut dans un âge très avancé peu après 1442, laissant d'Isabelle de Foug, entre autres enfants Aubert d'Ourches, chevalier, seigneur en partie d'Ourches et seigneur de Pargney, mort depuis 1463 et qui avait épousé avant 1408 Marie d'Aspremont...»[7],[2].
- Aubert III d'Ourches, co-seigneur d'Ourches et de Pargney, mort avant 1463, marié avant 1408 à Marie d'Aspremont. Selon Chérin il eut deux autres alliances avec Catherine de Fontenois puis avec Catherine de Stainville[7],[2] De son mariage avec Marie d'Aspremont, il eut 1) Thomas d'Ourches, marié à Marie de Magnières et qui eut plusieurs enfants dont on ne connait pas la postérité; 2) Aubert, qui suit[7],[2].
- Aubert IV d'Ourches, co-seigneur d'Ourches et de Villiers (son fils aîné), partagea la succession de ses père et mère en 1447 et fit une transaction en 1463 avec le chapitre de Toul, par laquelle il est prouvé qu'il descendait de Rémy d'Ourches, fils de Lambyrin. Il épousa avant 1458 Catherine de Mandres[1],[7]. Il avait pour frères Christophe et Thomas d'Ourches, et deux sœurs qui avec lui tiennent en fief la seigneurie d'Ourches. Sont aussi cités sans être reliés Guillaume d'Ourches, écuyer et Claude d'Ourches alias Savery[19].
- Jean VI d'Ourches, seigneur d'Ourches, Morionvillers, Récicourt, Vadoncourt, Domrémy, Goussaincourt (son fils), officier d'ordonnance dans une compagnie au service de France, sous les ordres du maréchal de Baudricourt, épousa Annette du Hautoy de Récicourt dont il eut 1) Aubert, qui de son alliance avec Catherine de Neuville n'eut que des filles et Robert, qui suit[1],[7].
- Robert d'Ourches (mort avant 1549), coseigneur d'Ourches, seigneur de Vadoncourt, Domrémy, Goussaincourt, fut officier d'ordonnance dans une compagnie au service de la France, commandée par Claude de Lorraine, duc de Guise. Il épousa Jeanne de Guyot de Bulizy et eut entre autres enfants Didier d'Ourches, auteur de la branche des seigneurs de Cercueil[1],[2].

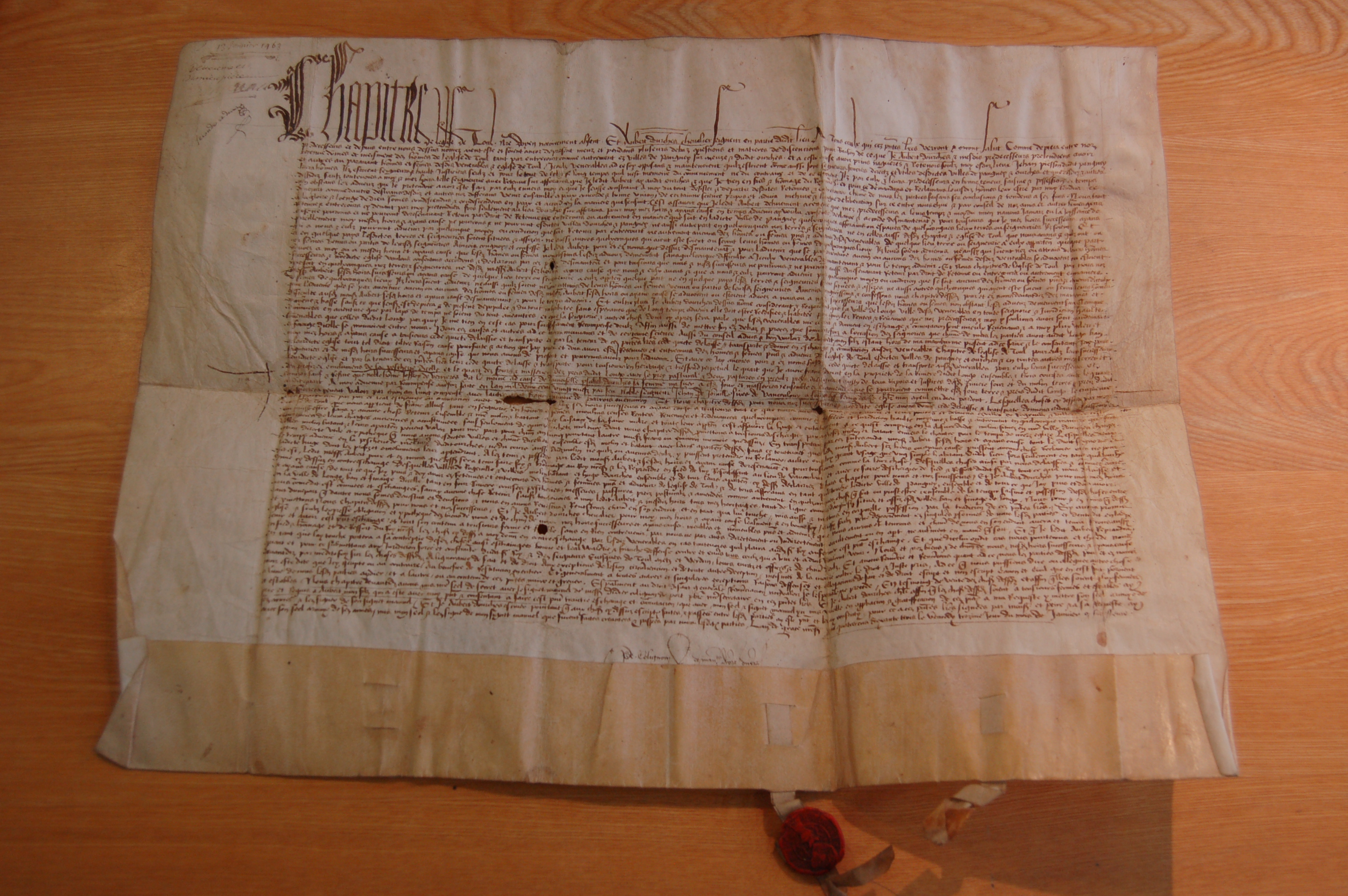
Aubert Dourches chevalier mentionné sur un parchemin de 1463
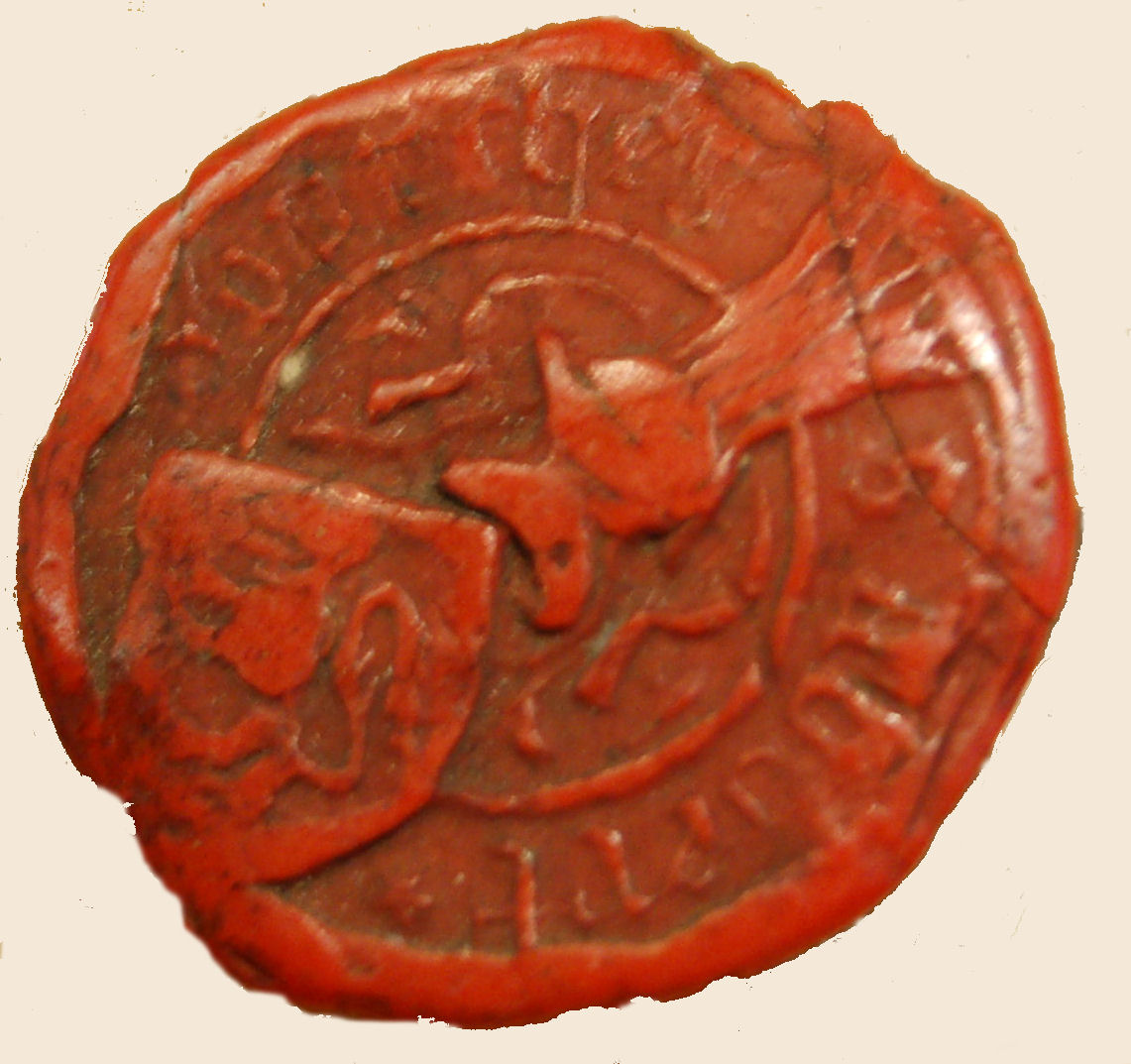
sceau d'Aubert Dourches en 1463

### Branche des seigneurs de Cercueil, marquis de Tantonville
Les seigneurs de Cercueil sont issus de Didier d'Ourches, seigneur de Cercueil, chambellan du duc de Lorraine et bailli d’Épinal, mort avant 1587, fils de Robert d'Ourches, écuyer, seigneur de Wadoncourt, mort avant 1549 et d'Anne Guyot de Bulizy,,, marié par acte du 4 décembre 1554 à Alix de Bild(e)stein.
En 1711 le Pouillé ecclésiastique et civil du diocèse de Toul indique que Messire Charles d'Ourches, seigneur de Cercueil, maréchal de camp des armées du roi, descend  à la neuvième génération de Jean d'Ourches, chevalier qui vendit en 1433 au chapitre de Toul le droit de patronage de la Cure d'Uruffe.
Le 28 février 1566, Jean-Philippe, comte Sauvage du Rhin, vend à Didier d'Ourches, seigneur dudit lieu, et à dame Alix de Bildstein, sa femme, la moitié de la terre et seigneurie de Cercueil. Nicolas de Pullenoy acheta, en 1600, 1605 et 1609, différentes portions de celle seigneurie à Charles de Lenoncourt et à René du Châtelet; il en fit ses reprises, ainsi que pour les terres de Hénaménil, Deuxville, Saint-Epvre et Mehon, le 11 janvier 1625. Enfin, le 13 mars 1675, Didier d'Ourches acheta des veuve et héritiers du président Fremin la portion de seigneurie de Cercueil, communément appelée la seigneurie de Pullenoy. La terre de Cercueil, avant de devenir la propriété de la famille d'Ourches, avait appartenu successivement à celles de Flavigny, de Lenoncourt, au duc de Montbazon et aux comtes Rhingraffs. Le 29 juillet 1593, Alix de Bilistein, veuve de Didier d'Ourches, fonda, dans l'église de Cercueil, une chapelle sous l'invocation de la Nativité de la Vierge.
Didier d'Ourches est aussi nommé « Dourche » ou « Douche », « seigneur de Sercueil » dans certains actes.
- Didier d'Ourches, seigneur de Cercueil, Vadoncourt, Germiny et Heillecourt, fils de Robert d'Ourches, écuyer, seigneur de Wadoncourt, mort avant 1549 et d'Anne Guyot de Bulizy. Bailli d'Epinal, premier gentilhomme et écuyer de Nicolas de Lorraine , comte de Vaudemont, chambellan, maître-d'hôtel ordinaire du duc Charles II de Lorraine. Marié à Alix de Bildstein, il meurt avant 1587. Il eut pour fils aîné Nicolas qui suit, et pour fils cadet un autre fils, auteur du rameau bientôt éteint des seigneurs de Germiny[1],[2].
  - Nicolas d'Ourches, chevalier, seigneur de Cercueil, Vadoncourt, Germiny et Heillecourt, fut député aux États de Lorraine en 1600. Il épousa en 1581 Antoinette de Sainte-Belin dont il eut pour fils aîné Henry qui suit[1],[2].
    - Henri d'Ourches, seigneur de Cercueil, commanda un régiment du duc de Lorraine pour le service du duc de Savoie. De son mariage avec Magdelene de Minette de Breuil, il eut Charles, qui suit[1],[2].
      - Charles d'Ourches, seigneur de Cercueil, écuyer de Charles III, duc de Lorraine, marié à François Collignon de Silli dont il eut entre autres enfants, Charles-Louis, qui suit[1],[2].
        - Charles Louis d'Ourches (mort en 1746), chevalier, seigneur de Cercueil, lieutenant général des armées du roi, commandeur de l'Ordre de Saint-Louis, épousa en 1710 Anne Le Goullon de Champrel dont il eut Pierre et Charles-Didier[3],[1],[2].
          - Pierre d'Ourches, chevalier puis comte d'Ourches, capitaine de cavalerie, marié en 1756 à sa cousine Madeleine Le Goullon d'Hauconcourt dont il eut deux fils morts sans postérité[1],[2].
            - N. comte d'Ourches, capitaine au régiment des Cuirassiers, marié en 1786 à Mademoiselle Le Roy de Senneville[1],[2].
            - Pierre-Louis-Léon-Pascal comte d'Ourches, officier au régiment du roi, mort sans postérité à son château près de Metz le 1er juin 1844, érudit bibliophile et philanthrope; les établissements de bienfaisance de Metz lui doivent leurs plus importantes fondations. Il avait, de son vivant, distribué une partie de sa fortune aux malheureux et donné 200 000 francs à la colonie agricole de Mettray. Il avait épousé en 1789 Anne-Jacqueline de Dreux-Brézé. Sans postérité[1],[2].
            - Marguerite-Madeleine (1758-1840), chanoinesse du chapitre noble de Laveine, dame de l'Ordre de la Croix-Étoilée, marié en 1790, à François-Hyacinthe Oryot appelé le comte d'Aspremont[1],[2].

          - Charles-Didier d'Ourches, comte d'Ourches puis marquis de Tantonville par lettres patentes du duc de Lorraine de 1763, mestre de camp, lieutenant du régiment Colonel-Général Cavalerie, premier chambellan de Monsieur, admis aux honneurs de la Cour le 12 août 1769; chevalier de Saint-Louis en 1757, admis aux Honneurs de la Cour en 1769, marié en 1756 à Marguerite Le Goullon d'Hauconcourt[1],[2]. dont :
            - Pierre-Didier-François d'Ourches, marquis de Tantonville, appelé le marquis d'Ourches, bailli d'épée de la noblesse du bailliage de Vézelise, présenté au roi en qualité de premier chambellan de Monsieur, comte de Provence, en survivance du comte d'Ourches, son père, chevalier de Saint-Louis et de St-Lazare, admis aux Honneurs de la Cour en 1780, premier Chambellan du comte de Provence, comparait à Mirecourt en 1789 admis à monter dans les carrosses du roi le 3 novembre 1780; marié en  1788 à Marie-Charlotte-Hyacinthe de Rarécourt de la Vallée de Pimodan[1],[3],[2]. dont:
              - Marie-Charlotte (1788-1856)[3],[2].
              - Didier-Balthazar d'Ourches, marquis d'Ourches (né en 1790), mort à Paris le 30 avril 1867 sans postérité et le dernier de son nom[3],[2]. Il lègue, en 1860, à l'hôpital de Saint-Germain-en-Laye, la somme de 600 000 francs; ce qui lui vaut d'avoir une rue ainsi qu'un pavillon de l'hôpital à son nom.
              - Aline, mariée au marquis Le Sénéchal de Kercado de Molac[3]
              - Marie-Charlotte Léon Suzanne Thècle Sosthènes d'Ourches (1798-1871), marié em 1825 au marquis Marie-Joseph de Foresta, dont postérité[3].

## Autres personnalités
- Aubertin d'Ourches, prévôt de Foug y fonde une chapelle en 1305[24].

- Nicolas-Jean d'Ourches est bailli et gouverneur du Bassigny en 1332[25] et bailli et gouverneur de Bar en 1333[26].

- Husson d'Ourches et Arnoul d'Ourches, son frère, sont cités à Foug en 1354[27].

- Aubert d'Ourches, marié à Catherine de Stainville (selon le dossier de Chérin, il serait le mêne qu'Aubert d'Ourches, marié en premières noces à Marie d'Aspremont dont il eut Robert d'Ourches, puis à Cathenine de Fontenois)[7].

- Aubert d'Ourches ou Douche (il signe « Aubert Douche », prévôt de Bouconville en 1444, fils d'Aubert d'Ourches et de Catherine de Stainville, épouse Marie d'Apremont[28].

- Jean Dourches, seigneur en partie d'Ourches, Uruffe, Sorcy (Sorcy-Saint-Martin) et Montbras, est cité comme chevalier banneret, en 1402 dans une montre passée à Nancy. La même année il est nommé maréchal de Barrois et grand-maître de la maison du duc Édouard III de Bar. Avant 1407, il accompagne le duc Robert à Paris afin de pallier l'absence du roi Charles VI durant ses crises de folie. En janvier 1414, Jean d'Ourches, toujours maréchal de Barrois, commande les armées d'Edouard III, contre celles du duc Charles II de Lorraine et les bat non loin de Troussey.  La même année, il est excommunié pour avoir détroussé sur ses terres les évêques qui se rendent au concile de Constance, il est ensuite innocenté.[réf. souhaitée]

- Aubert d'Ourches, chevalier, seigneur d'Ourches, âgé de 60 ans comparait en février 1456 comme témoin au procès de réhabilitation de Jeanne d'Arc à Toul et fait sa déposition en date du 14 février 1456 sur Jeanne d'Arc et sa famille. Il déclare notamment « La Pucelle me parut être imbue des meilleures mœurs. Je voudrais bien avoir une fille aussi bonne...»[29].

- Le 12 juin 1449, « noble religieuse personne Messire Robert dourches », prieur titulaire d'Apremont et de Saint Thiebault de Vaucouleurs, donne au prieuré trois sols tournois à chaque prêtre moine, « pour faire un anniversaire pour le repos des âmes de Lamberin dourches & de Rémi son fils, ses aïeux, qui avaient déjà donné à cette même église cinq muis de bled & autant d'avoine à prendre annuellement sur leur moulin d'Amblainville sur Meuse...» Il « veut & entend que Jean dourches, chevalier, & Isabelle de Foug ses père & mère, aient part à ces prières ».[réf. souhaitée]

- Thomas d'Ourches (frère d'Aubert d'Ourches, marié à Catherine de Mandres) épouse vers 1490 Alix de Gombervaux[7].

- Claude d'Ourches, chevalier dans l'Ordre de Saint-Jean de Jérusalem à Malte, du prieué de Champagne est tué en 1571 à la bataille de Lépante. Il était le fils de Thomas d'Ourches, seigneur dudit lieu et de Claude de Fourcelles[4].

- Vaultier d'Ourches dit de Savigny épouse vers 1569 Claude Hordal (descendant par les femmes d'un frère  de Jeanne d'Arc)[30].

- Dominique d'Ourches, Delouze, épouse en 1605 Anne des Armoises. Il est mort avant 1610, laissant une fille[31].

- Louis d'Ourches, seigneur de Delouze, épouse vers 1620 Claude de Marchéville[32].

- Jean d'Ourches, chevalier de l'Ordre de Saint-Jean de Jérusalem à Malte du prieuré de Champagne meurt en 1606 à l'âge de 33 ans. Il est le fils de Louis d'Ourches, seigneur de Delouze, et de Claude de Marchéville[4].

- François d'Ourches (1590-1663), chevalier, seigneur de Vidampierre, Delouze, Rosières, Sauville, Parey-sous-Montfort, Vitrey-sous-Montfort (fils de Jehan d'Ourches, seigneur de Delouze, et d'Aester de Bar, dame de Vidampierre). Il commande une compagnie de cavalerie du duc de Lorraine pendant toute la guerre de Trente Ans. En 1627 sa compagnie de 200 hommes, dans le régiment de Ligniville-Tuméjus porte le nom de Vidampierre. En 1634, cette compagnie fait partie du régiment Bassompierre, engagé auprès de l'Empereur. En 1653, lors de la "montre des régiments de Lorraine", sa compagnie porte le nom de Delouze dans le régiment de Fauge-Ligniville. Lors de cette montre, un régiment de cavalerie porte le nom d'Ourches, c'est celui de son fils Jacques, colonel de cavalerie, seigneur de Bonvillet, qui signa la reddition de la place forte de La Mothe-en-Bassigny en 1645. Il meurt d'Ourches meurt en 1663 à Sarreguemines, lors d'une des dernières batailles contre les armées françaises.[réf. souhaitée]

Il épouse le 19 novembre 1609 Marguerite Héraudel, dame de Sauville, morte en 1623, dont deux enfants: Jacques d'Ourches né vers 1610, mort au combat à la bataille de Bingen (25 et 26 septembre 1668) près de Mayence, il possédait alors un régiment de 6 compagnies de cent hommes, et Yolande (~1615-1681).

Il épouse en 1623 Beatrix de Berman (fille du sénéchal de La Mothe-en-Bassigny), dont il eut Nicolas François, né en 1623, capitaine de cavalerie dans le régiment de son frère Jacques; mort au combat à Spire en 1666.

Il épouse en 1632 Claudianne Rémy dame de Rosières-en-Blois, dont il eut Antoine Charles d'Ourches de Vidampierre, né en 1633, seigneur d'Outremécourt et Rosières-en-Blois, chevalier, capitaine de cavalerie, mort au combat contre les Turcs au siège de Buda.
- Louis Charles d'Ourches, seigneur de Sauville et Delouze (1662-1728), fils de Jacques d'Ourches et de Claude Louise de la Vallée, chevalier, capitaine pour le service du roi et chambellan du duc de Lorraine[3].

- Jacques d'Ourches de Vidampierre (1662-1755), chevalier, seigneur de Parey-Saint-Ouen, fils de Nicolas François et de Marianne de Sarazin est capitaine aux gardes du duc de Lorraine, lieutenant de la compagnie des cadets gentilshommes du marquis de Lunati, chambellan du duc de Lorraine[34]. Il meurt sans descendance; sa sœur Gabrielle avait épousé Charles de Lavaulx, comte de Vrécourt.

- Nicolas Louis d'Ourches (ca 1655-1718) chevalier, seigneur de Vidampierre et d'Outremécourt,  fils d'Antoine Charles d'Ourches et d'Élisabeth Marthe de Roncourt, est élevé page du duc Charles V à Vienne. Il combat plus tard dans les armées de l'Empereur en tant que capitaine major dans la cavalerie. Il est aussi lieutenant des chevau-légers de la garde du duc de Lorraine. Marié le 26 juillet 1692 à Vienne Marianne de Hazelberg à Vienne, ils ont une fille, Marie-Josèphe née en 1693, demoiselle d'honneur de la princesse Élisabeth Charlotte Béatrix de Lorraine.[réf. souhaitée]

## Héraldique
- D'argent au lion de sable couronné du mesme, armé et lampassé de gueules, l'écu gerbé d'or[1] (armes retenues par Bernard Chérin dans son dossier généalogique sur famille d'Ourches pour les honneurs de la cour[7].
- De gueules au lion de sable couronné du mesme, armé et lampassé de gueules, l'écu gerbé d'or[2],[3].

On trouve aussi pour armes données à cette famille :
- De sable au lion d'or ou D'or au lion de sable[4].

D'argent au lion de sable couronné du mesme, armé et lampassé de gueules
D'or au lion de sable

## Propriétés
- Hôtel Baligand à Nancy : Dresssé sur un plan de l'architecte Emmanuel Héré, il fut acheté par Anne Le Goullon de Champel, veuve du comte d'Ourches, seigneur de Tantonville, Cercueil et autres lieux, lieutenant général des armées du roi. Revendu le 20 juin 1812, par Pierre-Louis-Léon-Pascal d'Ourches pour une somme de 60 000 francs, il devient ensuite le siège de la préfecture de Meurthe-et-Moselle[35].

## Procès en usurpation de patronyme 1709-1710
En 1710, Charles d’Ourches, seigneur de Cercueil, maréchal de camp des armées du roi intente un procès à  Messieurs d’Ourches de Sauville et de Vidampierre à qui il reproche d’avoir usurpé le nom et les armes de sa famille. Ceux-ci de leur côté soutiennent qu'il est étranger à la maison d'Ourches et que sa famille a pris sans droit leur nom et leurs armes et ne pouvait porter que le nom d'Ouche. Charles d'Ourches demande à l'historien Benoît Picart de rédiger un mémoire, intitulé  État sommaire du procès pendant et indecis par devant nosseigneurs les commissaires nommés par Son Altesse Royale. Entre messire Charles d'Ourches, chevalier, seigneur de Cercueil, mareschal de camp des armées du roi... & messires Charles Louis de Vidampierre, chevalier, seigneur de Parey sous Montfort... & Nicolas de Vidampierre..., prouvant sa bonne foi. Messieurs de Sauville et de Vidampierre le contestent en publiant un mémoire intitulé  Précis.. auquel M. de Cercueil répond par la publication d'un imprimé intitulé Sommaire.... Le généalogiste de Messieurs de Sauville et de Vidampierre réplique par une note intitulée Additions. Au final, Charles d’Ourches perd son procès.

## Principales alliances
Les principales alliances de la famille d'Ourches sont,, : d'Épinal, d'Aspremont, de La Grange, de Fontenois, de Foug, Hordal, Le Royer de Marcheville, de Mandres de Récicourt, de Guyot de Bulizy, de Bildstein, de Saint-Belin, de Minette de Breuil, Collignon de Silli, Le Goullon de Champel, de Choisy de Moigneville, de Rarécourt de La Vallée de Pimodan, Le Goullon d'Hauconcourt, Le Sénéchal de Kercado, de Foresta, Le Roy de Senneville, Oryot d'Aspremont, de Dreux-Brézé.